# Albert Morton Lythgoe
Albert Morton Lythgoe (né le 15 mars 1868- mort le 29 janvier 1934) est un égyptologue américain, fondateur des départements d'antiquités égyptiennes du musée des Beaux-Arts de Boston et du Metropolitan Museum of Art (Met) de New York.  

## Carrière
Alors qu'en 1905 il réalisait des fouilles en Égypte pour le musée des Beaux-Arts de Boston, Lythgoe rencontre le collectionneur William M. Laffan. Ami de J. P. Morgan qui présidait alors le conseil d'administration du Metropolitan Museum of Art, il désirait y créer un département d'antiquités égyptiennes. Les commentaires que fit Laffan, à propos de Lythgoe, convainquirent Morgan de l'engager. 
En 1906, Lythgoe devient donc le premier conservateur des antiquités du Met. Il invite Herbert Eustis Winlock, son ancien étudiant, à rejoindre son expédition en Égypte financée par le musée. Winlock gravira d'ailleurs tous les échelons du Metropolitan, jusqu'au poste de directeur. Lythgoe passe les dix années qui suivirent en Égypte pour le Met, allant de découvertes extraordinaires en découvertes extraordinaires. Lythgoe s'adjoint également les services d'Arthur C. Mace (1874-1928), Ambrose Lansing (1891-1959) et Charles Wilkinson, qui fonderont plus tard le département des antiquités du Proche-Orient au Met.
Lythgoe et son équipe fouillent les pyramides de Licht en 1907, l'oasis de Kharga en 1908, puis Louxor en 1910. Winlock succède à Lythgoe comme conservateur lorsque ce dernier prend sa retraite en 1929.

## Publications
- Egyptian, or Graeco-Egyptian objects from the Argive Heraeum, Boston : Houghton-Mifflin, 1902. (OCLC 84681020)
- The Egyptian expedition, New York : Metropolitan Museum of Art, 1907. (OCLC 84595913)
- The Egyptian expedition II : the season's work at the pyramids of Lisht, New York : Metropolitan Museum of Art, 1908. (OCLC 83668861)
- The Tomb of Senebtisi at Lisht, avec Arthur C. Mace, New York : Metropolitan Museum of Art, 1916. (OCLC 57543521)
- The tomb of Perneb, avec Caroline Ransom Williams, New York : The Gilliss press, 1916. (OCLC 1102627)
- The tomb of Nakht at Thebes, avec Norman de Garis Davies, New York : Metropolitan Museum of Art, 1917. (OCLC 57544670)
- The Carnarvon Egyptian collection, New York, 1927. (OCLC 82878702)
- Statues of the goddess Sakhmet, New York : Metropolitan Museum of Art, 1930. (OCLC 38725263)